# Per Carlenius
Per Carlenius (født 1964) er en norsk psykolog og bedriftsrådgiver. Han er for tiden direktør i Anker Studentboliger. Som psykolog arbejdede han indenfor feltet hypnoterapi og hypnose.
Carlenius er også kendt som bokser. Hele otte gange har han været norgemester i amatørboksning.